# Lenax
Lenax – miejscowość i gmina we Francji, w regionie Owernia-Rodan-Alpy, w departamencie Allier.

## Demografia
Według danych na rok 1990 gminę zamieszkiwało 360 osób, a gęstość zaludnienia wynosiła 13 osób/km². W styczniu 2015 r. Lenax zamieszkiwało 260 osób, przy gęstości zaludnienia wynoszącej 9,4 osób/km².